# WASP-96 b
WASP-96 b est une exoplanète géante gazeuse orbitant autour de l'étoile WASP-96 (ru), dont elle fait le tour en 3,4 jours à environ 1 160 années-lumière (356 pc) de la Terre,. La planète est découverte en 2014 par le projet Wide Angle Search for Planets (WASP).

## Observations du télescope spatialJames-Webb

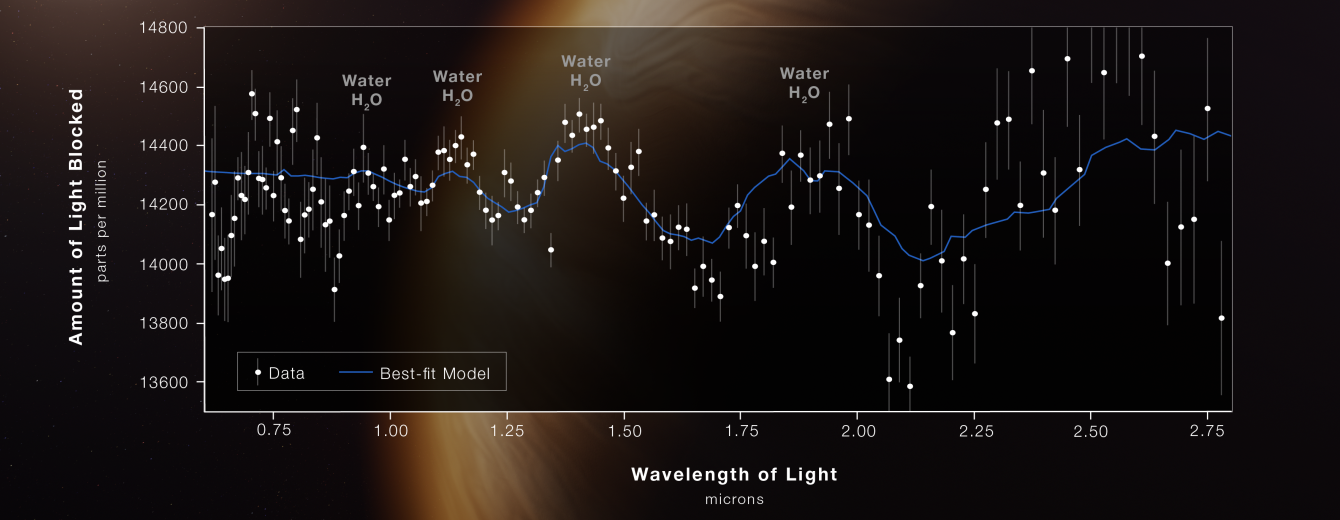
Spectre commenté (JWST).

Le spectre de WASP-96 b est l'un des cinq éléments présentés dans la première publication scientifique du télescope spatial James-Webb diffusée au cours de la première conférence de presse de la NASA le 12 juillet 2022, et le seul spectre.
Ce spectre a confirmé la présence de vapeur d'eau, ainsi que l'existence de nuages et brumes dans l'atmosphère de la planète. Avant cette découverte, il était admis que WASP-96b était exempt de nuages.

## Caractéristiques physiques
WASP-96 b orbite autour de WASP-96 (ru), étoile de classe G semblable au Soleil située à 1 150 années-lumière de la Terre dans la constellation du Phénix. Elle en fait le tour tous les 3,4 jours terrestres à une distance d'à peine un neuvième de la distance entre Mercure et le Soleil. Sa masse est de 0,48 masse jovienne et sa température est supérieure à 537 °C.